# Condylostylus comes
Condylostylus comes är en tvåvingeart som beskrevs av Octave Parent 1933. Condylostylus comes ingår i släktet Condylostylus och familjen styltflugor.
Artens utbredningsområde är Venezuela. Inga underarter finns listade i Catalogue of Life.